# 双林乡
双林乡，是中华人民共和国四川省南充市营山县曾经下辖的一个乡。2019年10月，撤销双林乡，将其所属行政区域划归老林镇管辖。

## 行政区划
双林乡撤销前下辖以下地区：
双林村、龙兴村、猫顶村、龙观村、文昌村、黑马沟村、麻柳村、水口村和雁家村。